# 1961-es Le Mans-i 24 órás verseny
A 29. Le Mans-i 24 órás versenyt 1961. június 10. és június 11. között rendezték meg.

## Végeredmény
|    | Kategória | #  | Csapat                                                   | Versenyzők                               | Modell                    | Motor                   | Körök |
| -- | --------- | -- | -------------------------------------------------------- | ---------------------------------------- | ------------------------- | ----------------------- | ----- |
| 1  | S 3.0     | 10 | Scuderia Ferrari                                         | Olivier Gendebien Phil Hill              | Ferrari 250 TRI/61        | Ferrari 3.0L V12        | 333   |
| 2  | S 3.0     | 11 | Scuderia Ferrari                                         | Willy Mairesse Mike Parkes               | Ferrari 250 TRI/61        | Ferrari 3.0L V12        | 330   |
| 3  | GT 3.0    | 14 | Pierre Noblet                                            | Pierre Noblet Jean Guichet               | Ferrari 250GT SWB         | Ferrari 3.0L V12        | 317   |
| 4  | S 3.0     | 7  | Briggs Cunningham                                        | Augie Pabst Richard Thompson             | Maserati Tipo 63          | Maserati 3.0L V12       | 311   |
| 5  | S 2.0     | 33 | Porsche System Engineering                               | Masten Gregory Bob Holbert               | Porsche 718/4 RS Spyder   | Porsche 2.0L Flat-4     | 309   |
| 6  | GT 3.0    | 20 | North American Racing Team (NART) Equipe Nationale Belge | Bob Grossman André Pilette               | Ferrari 250 GT SWB        | Ferrari 3.0L V12        | 309   |
| 7  | S 2.0     | 32 | Porsche System Engineering                               | Edgar Barth Hans Herrmann                | Porsche 718/4 RS Coupe    | Porsche 1.6L Flat-4     | 306   |
| 8  | S 2.0     | 24 | Briggs Cunningham                                        | Briggs Cunningham William Kimberley      | Maserati Tipo 60          | Maserati 2.0L I4        | 303   |
| 9  | S 2.0     | 26 | Standard Triumph                                         | Peter Bolton Keith Ballisat              | Triumph TR4S              | Triumph 2.0L I4         | 284   |
| 10 | S 1.6     | 36 | Porsche System Engineering                               | Herbert Linge Ben Pon                    | Porsche 356B Abarth GTL   | Porsche 1.6L Flat-4     | 284   |
| 11 | S 2.0     | 27 | Standard Triumph                                         | Les Leston Rob Slotemaker                | Triumph TR4S              | Triumph 2.0L I4         | 279   |
| 12 | GT 1.3    | 38 | Lotus Engineering                                        | William E.J. Allen Trevor Taylor         | Lotus Elite Mk14          | Coventry Climax 1.2L I4 | 268   |
| 13 | GT 1.3    | 40 | Ecurie Edger                                             | Bernard Kosselek Pierre Messenez         | Lotus Elite Mk14          | Coventry Climax 1.2L I4 | 267   |
| 14 | S 850     | 60 | Abarth & Cie                                             | Denis Hulme Angus Hyslop                 | Fiat-Abarth 850S          | Fiat 0.8L I4            | 263   |
| 15 | S 2.0     | 25 | Standard Triumph                                         | Marcel Becquart Michael Rothschild       | Triumph TR4S              | Triumph 2.0L I4         | 262   |
| 16 | GT 1.6    | 34 | Sunbeam Talbot                                           | Peter Harper Peter Procter               | Sunbeam Alpine Harrington | Sunbeam 1.6L I4         | 261   |
| 17 | GT 2.0    | 28 | Equipe Chardonnet                                        | Jean-Claude Magne Georges Alexandrovitch | AC Ace                    | Bristol 2.0L I6         | 261   |
| 18 | S 850     | 53 | Automobiles Deutsch et Bonnet                            | Gérard Laureau Robert Bouharde           | DB HBR 4                  | Panhard 0.7L Flat-2     | 257   |
| 19 | S 850     | 45 | Automobiles Deutsch et Bonnet                            | André Moynet Jean-Claude Vidilles        | DB HBR 5 Coupe            | Panhard 0.8L Flat-2     | 243   |
| 20 | S 850     | 48 | Automobiles Deutsch et Bonnet                            | André Guilhaudin Jean-François Jaeger    | DB HBR 5                  | Panhard 0.8L Flat-2     | 243   |
| 21 | S 850     | 47 | Automobiles Deutsch et Bonnet                            | Edgar Rollin René Bartholoni             | DB HBR 5                  | Panhard 0.8L Flat-2     | 239   |
| 22 | S 850     | 52 | Automobiles Deutsch et Bonnet                            | Jean-Claude Caillaud Robert Mougin       | DB HBR 5                  | Panhard 0.8L Flat-2     | 237   |

## Nem ért célba
|    | Kategória | #  | Csapat                                               | Versenyzők                            | Modell                       | Motor                   | Körök |
| -- | --------- | -- | ---------------------------------------------------- | ------------------------------------- | ---------------------------- | ----------------------- | ----- |
| 23 | GT 4.0    | 1  | Jean Kerguen                                         | Jean Kerguen Jacques Dewes            | Aston Martin DB4 GT Zagato   | Aston Martin 3.7L I6    | 286   |
| 24 | S 850     | 55 | Abarth & Cie                                         | Paul Condriller Carl Foitek           | Fiat-Abarth 700S             | Fiat 0.7L I4            | 255   |
| 25 | S 3.0     | 17 | North American Racing Team (NART)                    | Pedro Rodríguez Ricardo Rodríguez     | Ferrari 250 TRI/61           | Ferrari 3.0L V12        | 305   |
| 26 | S 2.0     | 30 | Porsche System Engineering                           | Jo Bonnier Dan Gurney                 | Porsche 718/4 RS Coupe       | Porsche 1.7L Flat-4     | 262   |
| 27 | S 1.6     | 37 | Auguste Veuillet                                     | Pierre Monneret Robert Buchet         | Porsche 356B Abarth GTL      | Porsche 1.6L Flat-4     | 261   |
| 28 | GT 3.0    | 21 | Ecurie Chiltern                                      | John Bekaert Richard Stoop            | Austin-Healey 3000           | BMC 2.9L I6             | 254   |
| 29 | S 850     | 54 | Roger Masson                                         | Roger Masson Paul Armagnac            | DB HBR 4                     | Panhard 0.7L Flat-2     | 208   |
| 30 | GT 1.3    | 39 | Lotus Engineering                                    | John Wyllie David Buxton              | Lotus Elite Mk14             | Coventry Climax 1.2L I4 | 193   |
| 31 | S 3.0     | 4  | Essex Racing Stable                                  | Roy Salvadori Tony Maggs              | Aston Martin DBR1/300        | Aston Martin 3.0L I6    | 243   |
| 32 | S 2.5     | 23 | Scuderia Ferrari                                     | Wolfgang von Trips Richie Ginther     | Ferrari Dino 246SP           | Ferrari 2.4L V6         | 231   |
| 33 | S 3.0     | 12 | Scuderia Ferrari                                     | Fernand Tavano Giancarlo Baghetti     | Ferrari 250 GT/TR SWB        | Ferrari 3.0L V12        | 163   |
| 34 | GT 3.0    | 16 | Scuderia Serenissima                                 | Maurice Trintignant Carlo Maria Abate | Ferrari 250 GT SWB           | Ferrari 3.0L V12        | 162   |
| 35 | S 1.0     | 43 | North American Racing Team (NART)                    | David Cunningham Ed Hugus             | O.S.C.A. Sport 1000          | O.S.C.A. 1.0L I4        | 125   |
| 36 | S 850     | 56 | Abarth & Cie                                         | Giorgio Bassi Giancarlo Rigamonti     | Fiat-Abarth 700S             | Fiat 0.7L I4            | 111   |
| 37 | GT 1.3    | 35 | Sunbeam Talbot                                       | Peter Jopp Paddy Hopkirk              | Sunbeam Alpine               | Sunbeam 1.6L I4         | 130   |
| 38 | S 850     | 8  | Scuderia Serenissima                                 | Piero Frescobaldi Raffaele Cammarota  | Fiat-Abarth 700S             | Fiat 0.7L I4            | 124   |
| 39 | S 3.0     | 5  | Border Reivers                                       | Jim Clark Ron Flockhart               | Aston Martin DBR1/300        | Aston Martin 3.0L I6    | 132   |
| 40 | GT 2.0    | 29 | Ecurie Lausannoise                                   | André Wicky Edgar Berney              | AC Ace                       | Bristol 2.0L I6         | 115   |
| 41 | S 850     | 51 | UDT / Laystall Racing Team                           | Cliff Allison Mike McKee              | Lotus Elise Mk14             | Coventry Climax 0.7L I4 | 102   |
| 42 | GT 3.0    | 18 | North American Racing Team R.R.C. Walker Racing Team | Stirling Moss Graham Hill             | Ferrari 250GT SWB            | Ferrari 3.0L V12        | 121   |
| 43 | GT 1.3    | 41 | Ecurie Los Amigos                                    | Jean-François Malle Robin Carnegie    | Lotus Elite Mk14             | Coventry Climax 1.2L I4 | 86    |
| 44 | S 850     | 50 | Automobiles O.S.C.A.                                 | Jean Laroche Colin Davis              | O.S.C.A. Sport 750           | O.S.C.A. 0.7L I4        | 85    |
| 45 | S 1.0     | 42 | Donald Healey Motor Company                          | John K. Colgate Jr. Paul Hawkins      | Austin-Healey Sprite Sebring | BMC 1.0L I4             | 64    |
| 46 | GT 3.0    | 19 | North American Racing Team (NART)                    | George Arents George Reed             | Ferrari 250 GT SWB           | Ferrari 3.0L V12        | 76    |
| 47 | GT 3.0    | 15 | Ecurie Francorchamps                                 | Lucien Bianchi Georges Berger         | Ferrari 250 GT SWB           | Ferrari 3.0L V12        | 60    |
| 48 | S 3.0     | 9  | Scuderia Serenissima                                 | Ludovico Scarfiotti Nino Vaccarella   | Maserati Tipo 63             | Maserati 3.0L V12       | 53    |
| 49 | S 1.0     | 46 | Ecurie Ecosse                                        | Ninian Sanderson Alan McKay           | Austin-Healey Sprite Sebring | BMC 1.0L I4             | 40    |
| 50 | S 3.0     | 6  | Briggs Cunningham                                    | Walt Hansgen Bruce McLaren            | Maserati Tipo 63             | Maserati 3.0L V12       | 31    |
| 51 | S 2.5     | 22 | Ecurie Ecosse                                        | Tom Dickson Bruce Halford             | Cooper T57 Monaco Mk.II      | Coventry Climax 3.0L I4 | 32    |
| 52 | GT 4.0    | 3  | Essex Racing Stable                                  | Lex Davison Bib Stillwell             | Aston Martin DB4 GT Zagato   | Aston Martin 3.7L I6    | 25    |
| 53 | GT 4.0    | 2  | Essex Racing Stable                                  | Jack Fairman Bernard Consten          | Aston Martin DB4 GT Zagato   | Aston Martin 3.7L I6    | 22    |
| 54 | S 2.0     | 58 | Ted Lund                                             | Ted Lund Bob Olthoff                  | MG A Coupe                   | MG 1.8L I4              | 14    |
| 55 | S 850     | 49 | Abarth & Cie                                         | Teodoro Zeccoli Jean Vinatier         | Fiat-Abarth 700S Spyder      | Fiat 0.7L I4            | 15    |